# Colin McDonald (Eishockeyspieler)
Colin McDonald (* 30. September 1984 in Wethersfield, Connecticut) ist ein ehemaliger US-amerikanischer Eishockeyspieler, der im Verlauf seiner aktiven Karriere zwischen 2003 und 2020 unter anderem 159 Spiele für die Edmonton Oilers, Pittsburgh Penguins, New York Islanders und Philadelphia Flyers in der National Hockey League (NHL) auf der Position des rechten Flügelstürmers bestritten hat. Darüber hinaus absolvierte McDonald annähernd 800 weitere Partien in der American Hockey League (AHL). Sein Vater Gerry McDonald war ebenfalls professioneller Eishockeyspieler.

## Karriere

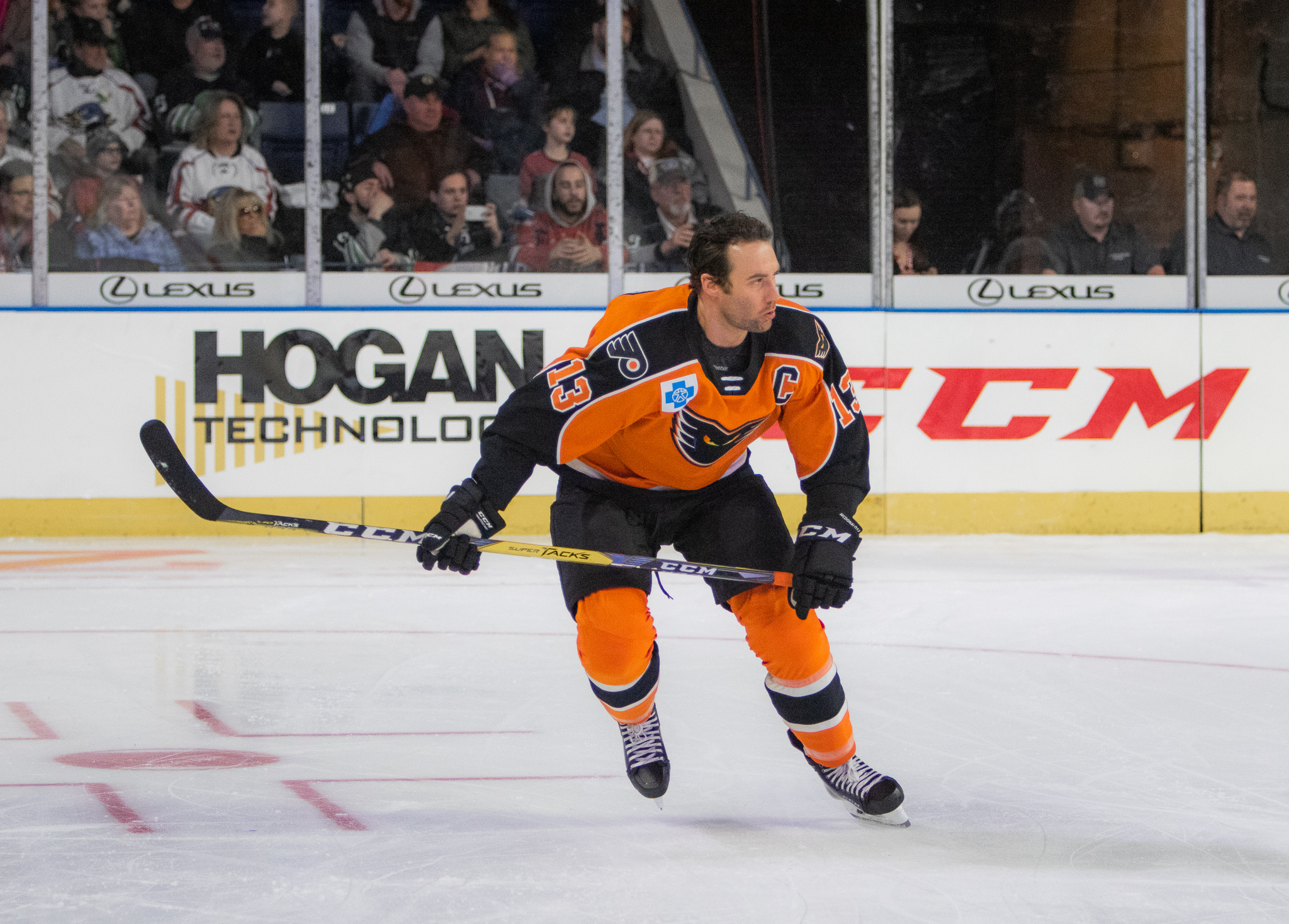
McDonald im Trikot der Lehigh Valley Phantoms (2019)

McDonald stand zu Beginn seiner Karriere ab der Saison 2001/02 für zwei Spielzeiten bei den New England Junior Coyotes in der amerikanischen Juniorenliga Eastern Junior Hockey League (EJHL) auf dem Eis. Zwischen 2003 und 2007 spielte der Angreifer für das Universitätsteam des Providence College in der Hockey East, die in den Spielbetrieb der nationalen Collegeliga National Collegiate Athletic Association (NCAA) eingegliedert ist.
Im Sommer 2007 wurde der Amerikaner von den Edmonton Oilers aus der National Hockey League (NHL) unter Vertrag genommen. Diese hatten sich zuvor im Rahmen des NHL Entry Draft 2003 in der zweiten Runde an 51. Stelle die Transferrechte an McDonald gesichert. In den folgenden drei Spielzeiten kam er hauptsächlich bei den Springfield Falcons, dem Farmteam der Oilers, in der American Hockey League (AHL) zum Einsatz. Im November 2009 wurde er dann erstmals in den Kader der Oilers berufen und konnte in seinem zweiten und letzten NHL-Spiel für Edmonton sein erstes Tor erzielen. Nach einer weiteren Saison in der AHL bei den Oklahoma City Barons, in der er mit 58 Scorerpunkten seine punktbeste Profisaison absolvierte und mit dem Willie Marshall Award als bester Torschütze geehrt wurde, verpflichteten ihn im Juli 2011 die Pittsburgh Penguins. Auch dort stand der Flügelstürmer zumeist im Farmteam bei den Wilkes-Barre/Scranton Penguins auf dem Eis und kam in der Saison 2011/12 nur auf fünf NHL-Einsätze bei den Penguins.
Zur Spielzeit 2012/13 unterschrieb der Stürmer einen Kontrakt bei den New York Islanders, wo der Rechtsschütze in der darauffolgenden Saison ausschließlich in der NHL eingesetzt wurde. Ab der Saison 2014/15 spielte McDonald wieder hauptsächlich in der AHL beim Farmteam der Islanders, den Bridgeport Sound Tigers. Nach drei Jahren bei den Islanders wurde der auslaufende Vertrag des US-Amerikaners nach der Saison 2014/15 nicht verlängert, sodass er sich im Juli 2015 als Free Agent den Philadelphia Flyers anschloss. Dort wurde er hauptsächlich bei deren Farmteam, den Lehigh Valley Phantoms, in der AHL eingesetzt und unterzeichnete dort nach Auslaufen seines NHL-Vertrages im Juni 2018 einen rein auf die AHL beschränkten Kontrakt. Anschließend kehrte er im August 2018 im Rahmen eines Einjahresvertrages zu den Bridgeport Sound Tigers zurück. Dort wurde sein auslaufender Vertrag nach der Spielzeit 2019/20 nicht verlängert, woraufhin der 35-Jährige seine aktive Karriere beendete.

### International
Mit der Nationalmannschaft der Vereinigten Staaten nahm McDonald an der Weltmeisterschaft 2014 teil, die die US-Amerikaner auf dem sechsten Platz beendeten. In sieben Turnierspielen erzielte der Stürmer dabei ein Tor.

## Erfolge und Auszeichnungen
| - 2004 Hockey East All-Rookie Team - 2007 Hockey East All-Academic Team - 2011 Teilnahme am AHL All-Star Classic | - 2011 Willie Marshall Award - 2012 Teilnahme am AHL All-Star Classic - 2019 Teilnahme am AHL All-Star Classic |

## Karrierestatistik

### International
Vertrat die USA bei:
- Weltmeisterschaft 2014

(Legende zur Spielerstatistik: Sp oder GP = absolvierte Spiele; T oder G = erzielte Tore; V oder A = erzielte Assists; Pkt oder Pts = erzielte Scorerpunkte; SM oder PIM = erhaltene Strafminuten; +/− = Plus/Minus-Bilanz; PP = erzielte Überzahltore; SH = erzielte Unterzahltore; GW = erzielte Siegtore; 1 Play-downs/Relegation; Kursiv: Statistik nicht vollständig)